# اندیس حاجی‌آباد
حاجی آباد* یک اندیس فلزی است که در حوالی شهر کورین استان سیستان و بلوچستان قرار دارد و مادهٔ معدنی موجود در آن، مس است.سنگ میزبان این اندیس کالردملانژ است و دیرینگی آن به دوران کرتاسه بالایی-پالئوسن می‌رسد.